# Primero de Enero
Primero de Enero (« premier janvier ») est une localité et une municipalité de Cuba dans la province de Ciego de Ávila.

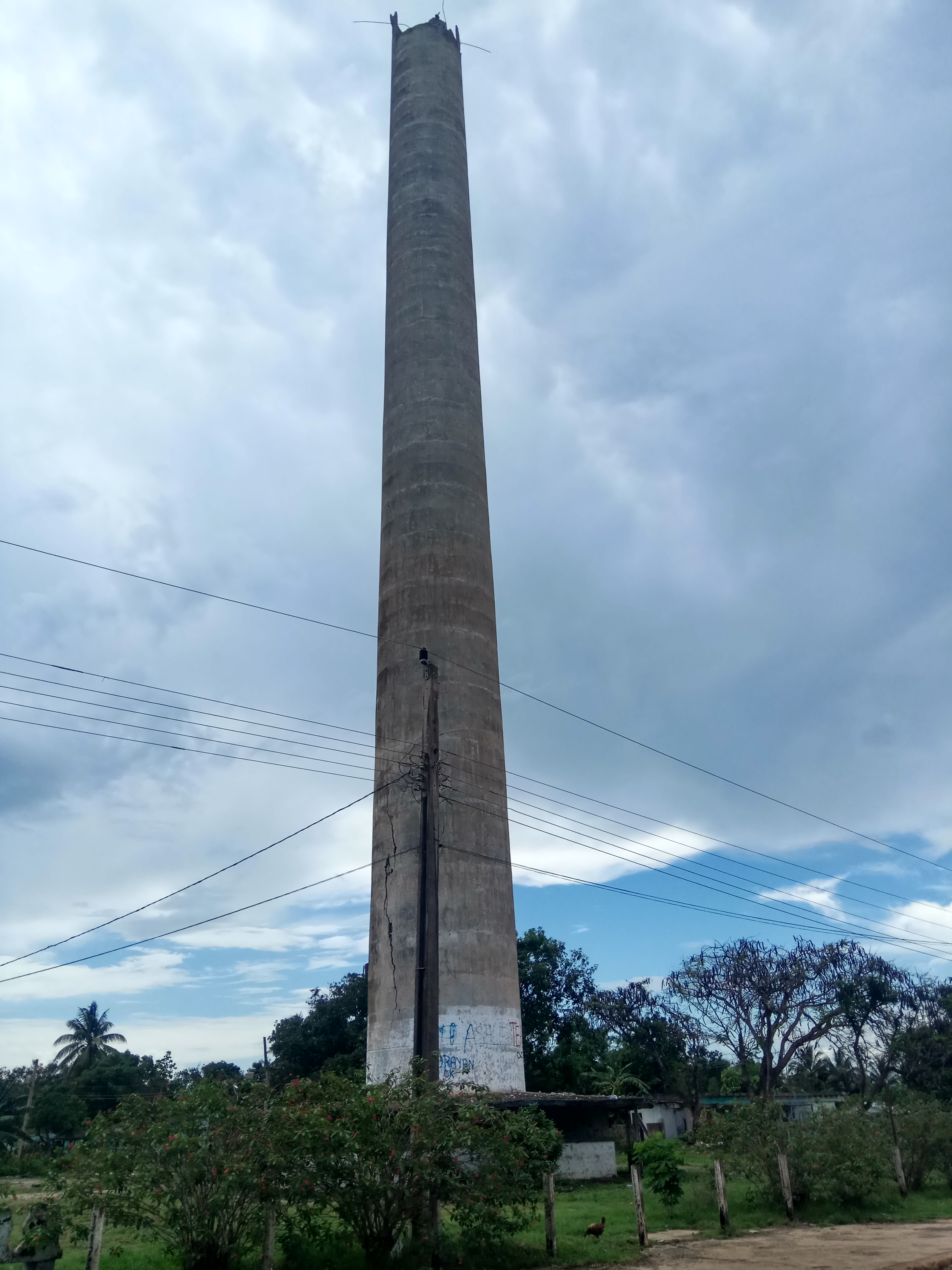
Cheminée de l'ancienne usine sucrière de Velazco

## Géographie

### Situation
Primero de Enero est vers le centre de l'île de Cuba, dans l'est de la province de Ciego de Ávila, 
à 473 km sud-est de La Havane et 
54 km nord-est de sa capitale de province Ciego de Ávila.

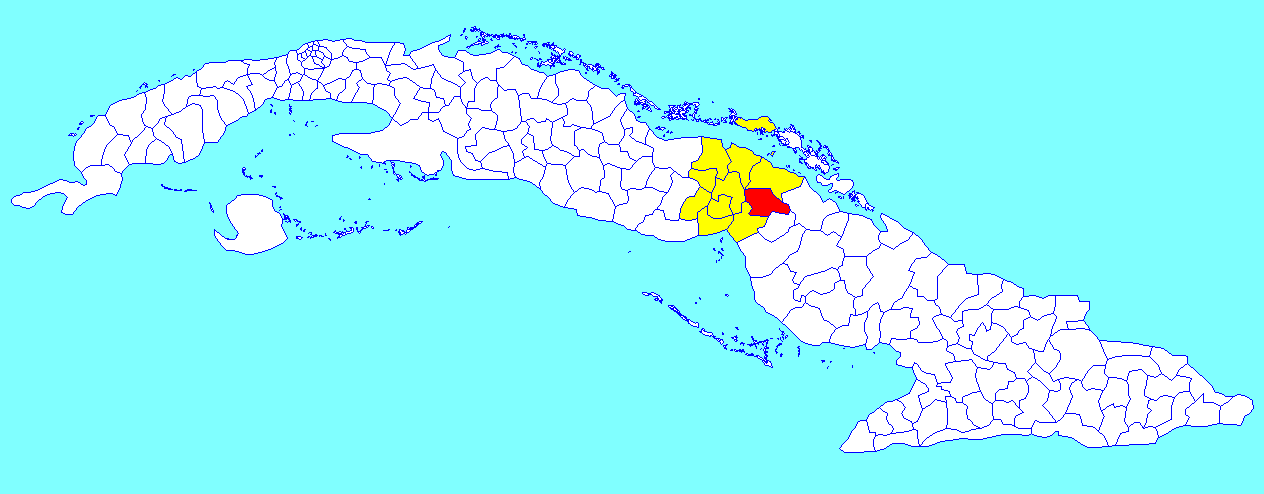
Municipalité de Primero de Enero dans la province de Ciego de Ávila

### Divisions administratives
La municipalité comprend six consejos populares :
- Primero de Enero
- Georgina
- Grúa Nueva
- Pedro Ballester
- Corea
- Pablo

## Population
En 2022, la population de la municipalité était estimée à 22 189 habitants ; pour une surface de 651,5 km2, la densité de population est de 34,06 habitants/km².